# 瀬名氏俊

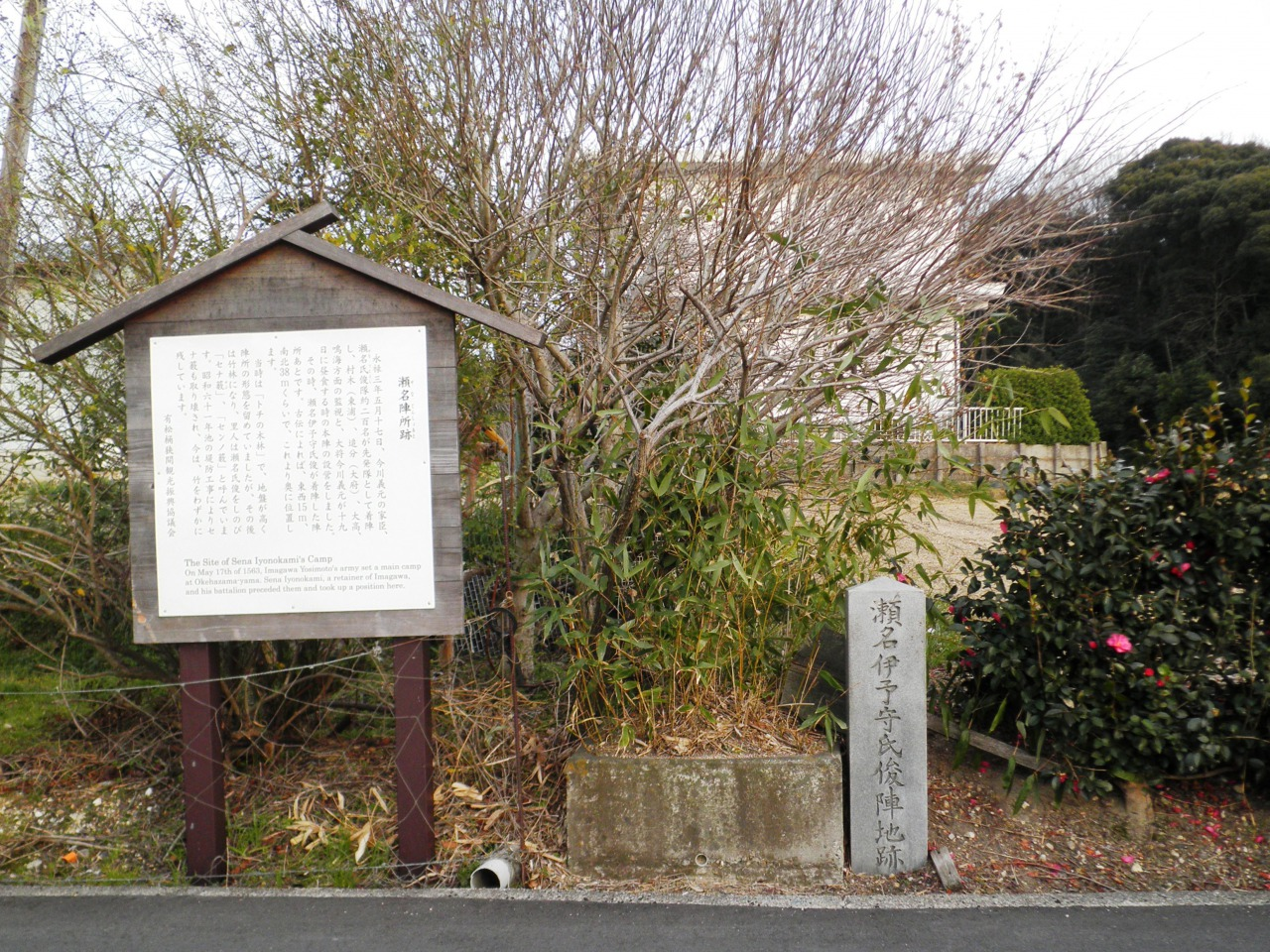
桶狭間の戦いの瀬名氏俊陣地跡
（愛知県名古屋市緑区桶狭間）

瀬名 氏俊（せな うじとし）は、戦国時代の武将。遠江今川氏の流れを汲む瀬名氏の当主で、駿河今川氏に仕えた。別名は貞綱と伝わる。

## 生涯
『寛政重修諸家譜』には「氏俊」で載せられており、父は瀬名氏貞、母は堀越貞基の娘。幼名は虎王丸・仮名は源五郎・官途名は左衛門佐、後に陸奥守。
今川氏親の娘を妻とする。なお、実弟の関口親永の妻（築山殿の母）を今川氏の出とする話は、氏俊の妻の話との混同ではないかとする説が出されている。
天文7年（1538年）頃、今川義元から不穏な動きを疑われて所領を没収されている。河東一乱において北条氏綱に内応したとする長谷川清一の説があるが、詳細は不明である。
天文年間後期に作成されたことが確実である『蠧簡集残篇』所収「今川系図」には貞綱と記されており、今川氏の通字である「氏」の字を得て氏俊と改名したのは、弘治年間以降と推測される。
永禄3年5月19日（1560年6月12日）の桶狭間の戦いでは、今川本隊の先発隊として偵察、桶狭間にて本隊の陣所の設営などを行い、先に大高城へ向かっていたため、直接は戦っていない。
翌永禄4年（1561年）3月に飯尾連竜から瀬名陸奥守充てに出された書状の写しが残されているため、この当時は健在であった。その後、永禄11年（1568年）には息子の氏詮が当主となっているため、既に死去したとみられる。

## 系譜
『寛政重修諸家譜』の「瀬名」系譜は、「氏俊」の子として3男1女を載せる。長男虎王丸は早世。次男は氏明（うじあきら）で別名を氏詮（うじのり）とし、徳川家の旗本になった瀬名政勝の父としている（瀬名信輝を参照）。三男某は僧。一女は三浦上総介某の妻としている。